# Lira, Uganda
Lira är en stad och kommun i norra Uganda, och är huvudort i ett distrikt med samma namn. Folkmängden uppgår till cirka 110 000 invånare.

## Administrativ indelning
Lira är indelad i fyra administrativa divisioner:
- Adyel
- Central
- Ojwina
- Railway